# Тийръл (окръг, Северна Каролина)
Окръг Тийръл (на английски: Tyrrell County) е окръг в щата Северна Каролина, Съединени американски щати. Площта му е 0 km², а населението – 4141 души (2016). Административен център е град Колумбия.